# 詹姆斯·布羅肯希爾
（1968年1月8日—2021年10月7日）是一位英格蘭政治人物，他的黨籍是保守黨。自2010年開始，他擔任老貝克斯利和錫德卡普選區選出的英國下議院議員。他出生在濱海紹森德。他曾任英國移民大臣。2016年7月14日被時任首相文翠珊改為委任為北愛爾蘭事務大臣。
2018年，曾因接受肺癌治療而辭任北愛爾蘭事務大臣。2021年1月11日，因右邊肺部癌症復發而再次離開政府。同年10月3日因病情恶化转到肯特郡的达伦特谷医院接受治疗，后延至10月7日去世，享年53岁。

## 外部連結
- 官方網站 （页面存档备份，存于）
- 保守黨檔案
- Guardian Unlimited Politics – Ask Aristotle：詹姆斯·布魯克肖爾議員 （页面存档备份，存于）
- TheyWorkForYou.com – 詹姆斯·布魯克肖爾議員 （页面存档备份，存于）

| 大不列颠及北爱尔兰联合王国国会 | 大不列颠及北爱尔兰联合王国国会              | 大不列颠及北爱尔兰联合王国国会 |
| ------------------------------ | ------------------------------------------- | ------------------------------ |
| 前任者： 約翰·克萊爾           | 英國下議院霍恩徹奇議員 2005年－2010年       | 選區廢除                       |
| 前任者： 德里克·康韋           | 英國下議院老貝克斯利和錫德卡普議員 2010年－ | 現任                           |
| 官衔                           |                                             |                                |
| 前任者： 維利爾茲              | 北愛爾蘭事務大臣 2016年－2018年             | 繼任者： 卡倫·布拉德利         |
| 前任者： 賈偉德                | 社區及地方政府大臣 2018年－2019年           | 繼任者： 罗伯特·詹里克         |